# Лабиринтит
Лабиринти́т (вну́тренний оти́т) — воспаление внутреннего уха.

## Классификация
- По наличию гноя: гнойный и негнойный;
- По причине возникновения: тимпаногенный, менингогенный и гематогенный;
- По распространению: диффузный и ограниченный[3].

## Причины заболевания
Точная причина заболевания неизвестна. Однако среди возможных причин, провоцирующих его возникновение, отмечаются:
- вирусы[4]
- острые и хронические воспаления среднего уха (отиты)
- туберкулёз среднего уха
- травмы
- бактериальные инфекции, ОРВИ[2][5][3]
- черепно-мозговая травма
- сильный стресс
- аллергия на фармацевтические препараты
- употребление алкоголя
- менингит

## Симптомы
Основные симптомы заболевания проявляются, как правило через 1—1,5 недели после перенесённой бактериальной или вирусной инфекции. Ведущим проявлением лабиринтита является головокружение. Часто приступы головокружения могут быть очень тяжёлыми, вызывать тошноту и рвоту. При хроническом лабиринтите они длятся несколько минут, при остром — несколько дней. Возможны нистагм, нарушение равновесия. Также отмечаются снижение слуха, шум в ушах. При гнойном лабиринтите возможно повышение температуры, а при диффузном гнойном — даже полная потеря слуха. При лабиринтите, вызванном травмой (микротравмой), нарушения возникают в течение суток.

## Диагностика
Заболевание диагностируется на основании жалоб пациента и его обследовании. Для выявления причин головокружений проводят специальные тесты. Кроме того, если эти тесты точно не определяют причину головокружений, могут проводиться:
- Электронистагмография — регистрация движения глазных яблок с помощью электродов; это даёт разграничить головокружение, вызванное поражениями ЦНС, и головокружение, вызванное патологией внутреннего уха (разные типы движения глазных яблок);
- Магнитно-резонансная томография и компьютерная томография — показывают патологии головного мозга;
- Исследования слуха — позволяют выявить нарушения слуха, проверить функционирование нерва, идущего от внутреннего уха в мозг;
- Аудиометрия — поведенческое тестирование, аудиометрия чистого тона определяют, как человек слышит[2][3].

## Лечение
Симптомы лабиринтита могут проходить самостоятельно. Если заболевание вызвано бактериальной инфекцией, назначаются антибиотики. Тем не менее, при более тяжёлых формах (гнойные, диффузные, гнойные диффузные) требуется госпитализация. В этом случае обеспечиваются постоянное наблюдение, уход, полный покой. При гнойных формах обеспечиваются условия оттока гноя. При серозных проводится лечение, восстанавливающее функции уха и предупреждающие переход в гнойную форму. При более лёгких формах, когда лабиринтит не угрожает перейти в хроническую форму или вызвать потерю слуха, нарушение вестибулярных функций или внутричерепные осложнения, назначается симптоматическое лечение: противорвотные, антигистаминные средства, стероидные и седативные препараты. При бактериальном воспалении возможны головокружения даже после устранения инфекции антибиотиками.

## Профилактика
Профилактика лабиринтита заключается в своевременном выявлении и лечении простудных заболеваний, особенно воспалений наружного и среднего уха.